# Římskokatolická farnost Bakov nad Jizerou
Římskokatolická farnost Bakov nad Jizerou (lat. Bakovium) je církevní správní jednotka sdružující římské katolíky na území města Bakov nad Jizerou a v jeho okolí. Organizačně spadá do mladoboleslavského vikariátu, který je jedním z 10 vikariátů litoměřické diecéze. Centrem farnosti je kostel sv. Bartoloměje v Bakově nad Jizerou.

## Historie farnosti
Jedná se o tzv. velmi starou farnost (plebánii), založenou ve středověku, avšak neznámo kdy přesně. Tato středověká farnost zanikla za husitských válek. V 16. století zde však byla opět duchovní správa. Matriky vedené v místě jsou zachovány od roku 1718.

### Duchovní správcové vedoucí farnost

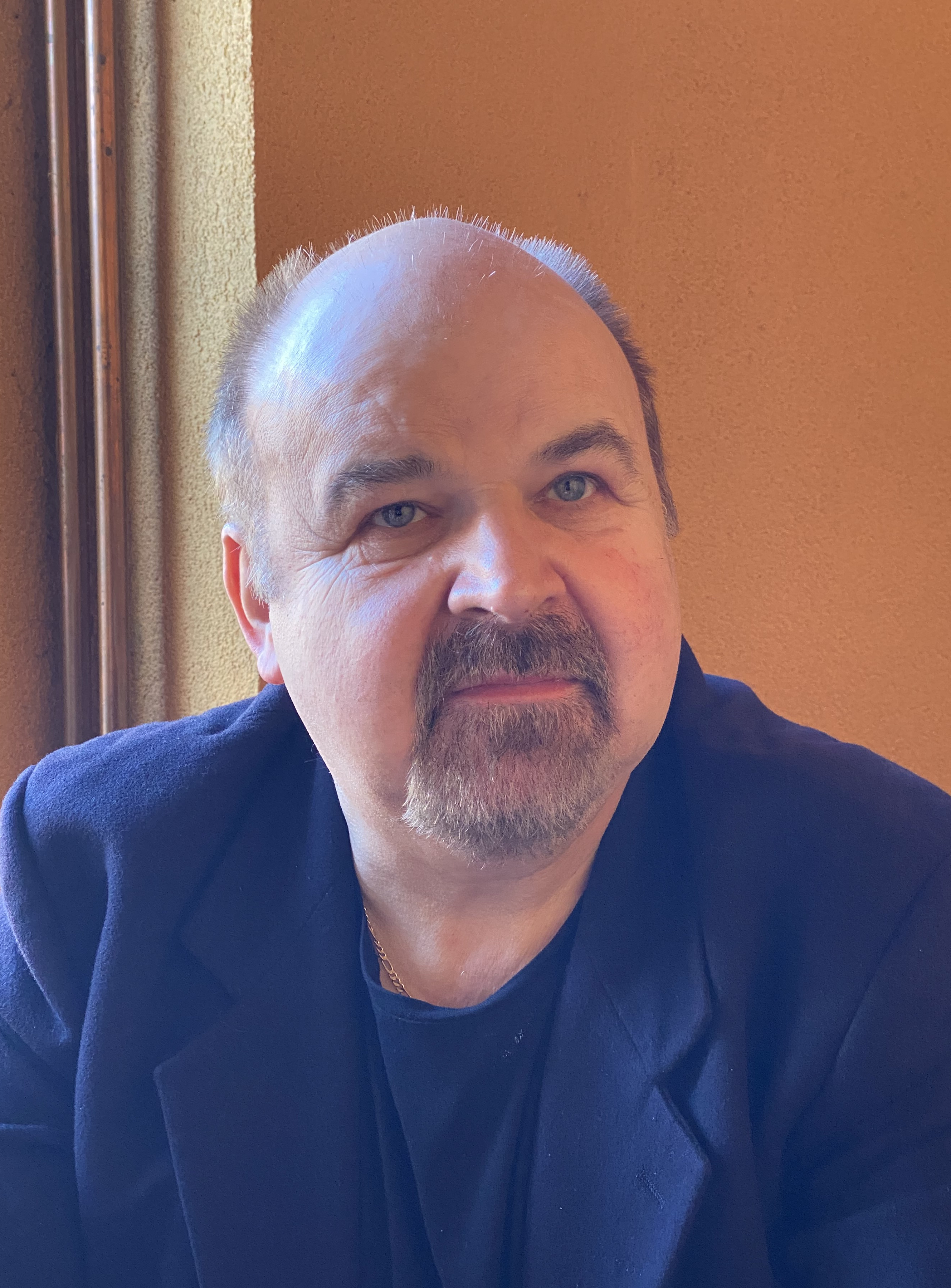
Jiří Veith, farář v Bakově nad Jizerou

Začátek působnosti jmenovaného v duchovní správě farnosti od:
- 1381 Ioann
- 1404 Ioann.
- 1412 Georgius Ocas
- 1564 Ioann. Popel Turnovský
- 1574 Simon. Janovský
- 1582 Ioann. aus Winterberg
- 1609 Petr. aus Brodec
- 1613 Ioann. Špatenka
- 1624 Benedict. Lelkonius, † červenec 1628
- 1628 Hieronym. Smidraeus Turnovský
- 1632 Paul. Minezer
- 1643 Martin. Cuculus
- 1643 Matěj Heintze
- 1653 Franc. Zajíčkovský O.F.M. Conv.
- 1656 Georg. Ferd. Chválenický
- 1658 Andreas Wenc Cohelius
- 1661 Adam. Wenc. Causalis
- 1669 Joann. Frideric. Richter
- 1678 Georg. Frant. Hotaš
- 1688 Jacib. Ioann. Koutek
- 1701 Ioann. Georg. Jos. Filipi
- 1705 admin. Georg. Jaksch S. J.
- 1706 Georg. Sid. Fiala
- 1711 Mart. Nuschlitz
- 1724 Kašpar Záruba (Casp. Zárube)
- 1780 Zacharias Car. Rumfeld OFM Con., † 13. 1. 1800
- 1800 Adalbert. Rzezak, † 6. 12. 1809
- 1809 Wencesl. Ružek, n. 1. 5. 1750, o. 21. 9. 1775
- 1829 Franc. Schovanek, n. 25. 2. 1792 Paseky, o. 5. 9. 1814, † 6. 1. 1834
- 1835 Josef Peterka, n. 11. 11. 1788 Hradiště, o. 17. 3. 1815, † 28. 6. 1851
- 1852 Joan. Dudek, n. 6. 11. 1787 Troskovic., o. 17. 8. 1814
- 1863 Joan. Bubák, n. 26. 11. 1796 Mn. Hradiště, o. 24. 8. 1822, † 5. 5. 1871
- 1872 Anton. Cihlář, n. 12. 6. 1817 Jemnik, o. 29. 7. 1842
- 1879 par. vacat, admin. int. Wenc. Spanihel
- 1880 Franc. Zima, n. 15. 1. 1823 Nudvojovic., o. 26. 7. 1847, † 10. 7. 1891
- 1891 par. vacat, admin. int. Eduard. Mattes
- 1892 Josef Srb, n. 5. 1. 1834 Skyšice, o. 1. 8. 1859, † 30. 12. 1895
- 1896 Jan Bernat, n. 25. 12. 1846 Příchvoj. o. 1. 7. 1873, † 20. 3. 1921; V letech 1878-1882 působil jako kaplan v Mnichově Hradišti. Poté se od roku 1896 stal farářem v Bakově nad Jizerou. Z tohoto beneficia přešel opět do Mnichova Hradiště, kde se  stal děkanem a později byl ustanoven i biskupským vikářem. Pohřben je na hřbitově v Mnichově Hradišti; lokace hrobu: 50.5221956N, 14.9788028E.
- 1900 par. vacat, admin. int. Franc. Hlaváč
- 1901 Josef Pavec, n. 21. 12. 1848 Ounice, o. 22. 7. 1881, † 10. 10. 1916
- 1916 par. vacat, admin. int. Josef Šťastný
- 1917  Josef Brož, n. 15. 5. 1869 Rakousy,  o. 17. 7. 1892, † 17. 5. 1944
- 1944   par. vacat, admin. int. Václav Hataš
- 1. 1. 1945 Emil Brůna
- 1. 4. 1951 Jindřich Jesenský
- 1954 Jan Padrta
- 1. 7.  1959 Martin Černý
- 1. 1.  1966 Leopold Dvořáček
- 1. 3. 1966 Josef Hendrich
- 1. 5. 1969 Antonín Bláha
- 15. 8. 1980 Peter Kothaj
- 1. 6. 1982 Augustin Emil Dorničák, OSA, admin.
- 1. 11. 1990 Václav Hlouch, admin. exc. z Mladé Boleslavi
- 15. 8. 1991 Petr Kubíček, admin.
- 1. 5. 1993 Jozef Piroh, admin.
- 15. 6. 1998 Jiří Veith, admin., od 1. 1. 2019 farář[4]

Kromě kněží stojících v čele farnosti, působili ve farnosti v průběhu její historie i jiní kněží. Většinou pracovali jako farní vikáři, kaplani, katecheté, výpomocní duchovní aj.

### Významní kněží rodáci
- Augustin Fibiger, n. 20. 11. 1868 Bakov nad Jizerou, o. 14. 5. 1894, † 8. 5. 1936 Litoměřice

### Farní obvod
Z důvodu efektivity duchovní správy byl ve 2. polovině 20. století vytvořen farní obvod (kolatura) sestávající z přidružené farnosti spravované excurrendo z Bakova nad Jizerou. Do tohoto obvodu k listopadu 2020 patří farnost Kosmonosy.

## Území farnosti
Do farnosti náleží území obce:
- Bakov nad Jizerou (Backofen an der Iser)[p 2]
- Bítouchov
- Buda
- Čihátka
- Dalešice
- Dolánky
- Haškov
- Horka
- Chudoplesy
- Klokočka
- Malá Bělá
- Malý Rečkov
- Násedlnice
- Nová Ves u Bakova
- Podhradí
- Studénka
- Velký Rečkov
- Trenčín
- Veselá
- Zájezdy
- Zvířetice

## Římskokatolické sakrální stavby a místa kultu na území farnosti
| | Fotografie    | Stavba                          | Místo             | Bohoslužby                      | Zeměpisné souřadnice                                                                                               | Status          | Číslo kulturní památky                       |
| Kostel a fara | Kostel a fara | Kostel a fara                   | Kostel a fara     | Kostel a fara                   | Kostel a fara | Kostel a fara   | Kostel a fara                                |
| --- | ------------- | ------------------------------- | ----------------- | ------------------------------- | --- | --------------- | -------------------------------------------- |
| 1. |               | Kostel sv. Bartoloměje          | Bakov nad Jizerou | bližší informace o bohoslužbách | Mírové náměstí 50°28′55″ s. š., 14°56′9″ v. d.                                                                     | farní kostel    | 29384/2-1453 (Pk•MIS•Sez•Obr•WD) (Q24074497) |
| 2. |               | Fara                            | Bakov nad Jizerou | bohoslužby příležitostně        | Mírové náměstí 83 50°28′56″ s. š., 14°56′9″ v. d.                                                                  | sídlo farnosti  | —                                            |
| Kaple |               |                                 |                   |                                 | |                 |                                              |
| 3. |               | Kaple sv. Barbory               | Bakov nad Jizerou | bližší informace o bohoslužbách | Boleslavská ulice 50°28′50″ s. š., 14°56′17″ v. d.                                                                 | hřbitovní kaple | 32742/2-1454 (Pk•MIS•Sez•Obr•WD) (Q24074530) |
| 4. |               | Kaple sv. Václava               | Studénka          | bohoslužby příležitostně        | | kaple           | —                                            |
| 5. |               | Kaple Panny Marie               | Bítouchov         | bližší informace o bohoslužbách | 50°28′43″ s. š., 14°53′30″ v. d.                                                                                   | obecní kaple    | —                                            |
| 6. |               | Kaple Nanebevzetí Panny Marie   | Buda              | bližší informace o bohoslužbách | 50°28′58″ s. š., 14°59′15″ v. d.                                                                                   | obecní kaple    | —                                            |
| 7. |               | Kaple Panny Marie               | Chudoplesy        | bližší informace o bohoslužbách | 50°27′29″ s. š., 14°55′50″ v. d.                                                                                   | obecní kaple    | —                                            |
| 8. |               | Kaple Panny Marie               | Dalešice          | bližší informace o bohoslužbách | náves, při čp. 4 50°27′38″ s. š., 14°54′27″ v. d.                                                                  | obecní kaple    | 25857/2-1528 (Pk•MIS•Sez•Obr•WD) (Q26700349) |
| 9. |               | Kaple sv. Stapina (sv. Prokopa) | Klokočka          | bližší informace o bohoslužbách | Klokočka 50°30′25″ s. š., 14°54′28″ v. d.                                                                          | obecní kaple    | 25656/2-1645 (Pk•MIS•Sez•Obr•WD) (Q18340212) |
| 10. |               | Kaple Panny Marie               | Násedlnice        | bližší informace o bohoslužbách | 50°27′39″ s. š., 14°59′49″ v. d.                                                                                   | obecní kaple    | —                                            |
| 11. |               | Kaple sv. Petra a Pavla         | Veselá            | bližší informace o bohoslužbách | náves 50°29′49″ s. š., 14°57′55″ v. d.                                                                             | obecní kaple    | 46281/2-1753 (Pk•MIS•Sez•Obr•WD) (Q38189040) |
| Sloupy a sochy |               |                                 |                   |                                 | |                 |                                              |
| 12. |               | Sloup Nejsvětější Trojice       | Bakov nad Jizerou | bohoslužby příležitostně        | Mírové náměstí 50°28′52″ s. š., 14°56′12″ v. d.                                                                    | trojiční sloup  | 30948/2-1455 (Pk•MIS•Sez•Obr•WD) (Q37001619) |
| 13. |               | Socha sv. Jana Nepomuckého      | Bakov nad Jizerou | bohoslužby příležitostně        | jižní část vsi, mezi čp. 27 a 14 (před severním průčelím kostela sv. Bartoloměje) 50°28′56″ s. š., 14°56′10″ v. d. | socha           | 25870/2-1456 (Pk•MIS•Sez•Obr•WD) (Q37001601) |
| 14. |               | Boží muka – kopie               | Veselá            | bohoslužby příležitostně        | při silnici na Mnichovo Hradiště, pp. 459/1 50°30′15″ s. š., 14°58′5″ v. d.                                        | boží muka       | 37240/2-1755 (Pk•MIS•Sez•Obr•WD) (Q38189046) |
| 15. |               | Socha svatého Floriána          | Veselá            | bohoslužby příležitostně        | náves, pp. 845/9 50°29′50″ s. š., 14°57′56″ v. d.                                                                  | socha           | 31384/2-1754 (Pk•MIS•Sez•Obr•WD) (Q38189049) |
| Hřbitovy |               |                                 |                   |                                 | |                 |                                              |
| 16. |               | Hřbitov s pohřební kaplí        | Bakov nad Jizerou | bohoslužby příležitostně        | Čechova ulice 50°29′16″ s. š., 14°56′35″ v. d.                                                                     | farní hřbitov   | —                                            |
| Některé drobné sakrální stavby a pamětihodnosti lze dohledat zde v databázi Drobné sakrální památky Zaniklé sakrální stavby lze dohledat zde v databázi Poškozené a zničené kostely, kaple a synagogy v České republice |               |                                 |                   |                                 | |                 |                                              |

Ve farnosti se mohou nacházet i další drobné sakrální stavby, místa římskokatolického kultu a pamětihodnosti, které neobsahuje tato tabulka.